# آئویی میازاکی
آئویی میازاکی (به ژاپنی: 宮﨑 あおい) (زاده ۳۰ نوامبر ۱۹۸۵) یک بازیگر ژاپنی است. او بیشتر به خاطر درخشش در فیلم‌های نانا (۲۰۰۵) و برف تازه (۲۰۰۷) شناخته می‌شود. او پس از آنکه نقش خود را در این دو فیلم به بهترین نحو ایفا کرد، به شهرتی مضاعف رسید. برادرش ماسارو میازاکی، نیز یک بازیگر است، آن‌ها یک بار در فیلمی به نام هاتسوکوئی (۲۰۰۶) همبازی بوده‌اند. میازاکی در ۱۵ ژوئن ۲۰۰۷ با سوسوکه تاکائوکا که از پانزده سالگی شریک زندگی‌اش بود، ازدواج کرد.

## حرفه
میازاکی از چهار سالگی وارد صنعت سرگرمی‌سازی شد. او در آغاز بیشتر در آگهی‌های بازرگانی تلویزیونی و مجلات و نیز بازیگر فرعی نمایش‌های تلویزیونی مختلف ظاهر می‌شد. میازاکی برای اولین در سال ۱۹۹۹ زمانی که چهارده سال داشت، در یک فیلم بلند بازی کرد.
او سپس در همان دوران، با بازی در فیلم یوریکا (Eureka) ساخته شینجی آئویاما که در آن نقش یک بازمانده حادثه اتوبوس‌ربایی را ایفا می‌کرد، خود را در سینمای جهان شناساند. این فیلم علاوه بر آنکه در سال ۲۰۰۰ جایزه فدراسیون بین‌المللی منتقدان فیلم را در جشنواره فیلم کن به‌دست آورد، جایزه بهترین بازیگر نقش مکمل زن در جوایز فیلم حرفه‌ای ژاپن را نیز نصیب میازاکی کرد.
او دو سال بعد برای بازی در فیلم حشره موذی (Harmful Insect) برنده جایزه بهترین بازیگر نقش مکمل زن در جشنواره بین‌المللی فیلم سینمانیلا شد. دومین همکاری او با آئویاما، یعنی «خدای من، خدای من، چرا رهایم کردی؟» منجر به کسب جایزه برای کارهای نو و نگاهی نو برای این فیلم در جشنواره کن ۲۰۰۵ شد. او در ادامه همان سال، با میکا ناکاشیما در فیلم موفق و پرفروش نانا همبازی شد.
میازاکی در سال ۲۰۰۸ برای نقش‌آفرینی در مجموعه تلویزیونی آتسوهیمه (Atsuhime) محصول ان‌اچ‌کی، برنده جایزه ویژه کهکشان شد.
او تاکنون در بیش از ۳۰ فیلم بلند سینمایی بازی کرده‌است.

## تبلیغات
میازاکی افزون بر بازیگری، در تبلیغات شرکت‌های بزرگ مانند متروی توکیو، ان‌تی‌تی دوکومو و الیمپوس ظاهر می‌شود. او همچنین در اوایل سال ۲۰۰۸ به عنوان مدل جدید پوسترهای تبلیغاتی شرکت آرمانی انتخاب شد.

## فعالیت‌های بشردوستانه
میازاکی در سال‌های اخیر نقش چشمگیرتری را در پروژه‌های بشردوستانه ایفا کرده‌است. او در سال ۲۰۰۵، همراه با برادر بزرگترش ماسارو میازاکی برای برنامه‌های مبارزه با فقر به هند سفر کرد. آن دو همچنین در سال ۲۰۰۶ به منظور شرکت در پروژه‌های بررسی گرم شدن کرده زمین به کشورهای دانمارک و فنلاند سفر کردند. او همچنین در فعالیت‌های دیگری همچون افزایش آگاهی در رابطه با سرطان کودکان شرکت داشته‌است. بچه‌های شب (Children of the Dark) فیلمی که او در سال ۲۰۰۸ در آن بازی کرد، به مسائل مربوط به بهره‌کشی از کودکان می‌پردازد.